# 宁省铁路

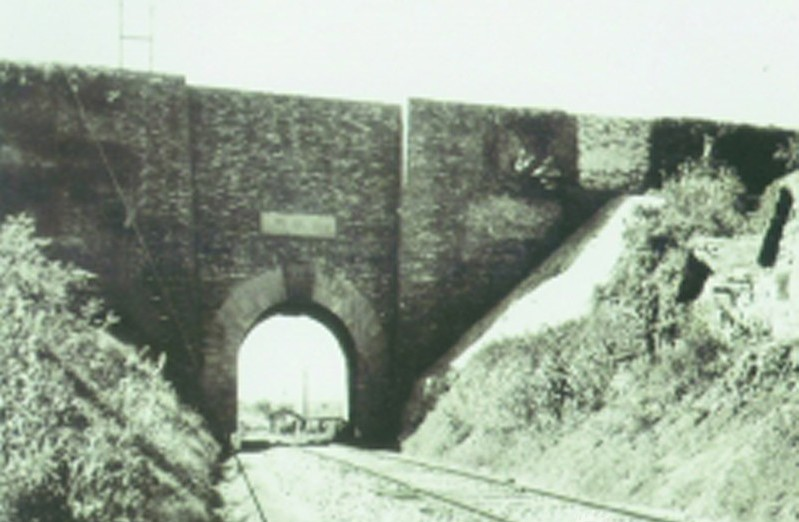
雨花门下的路轨

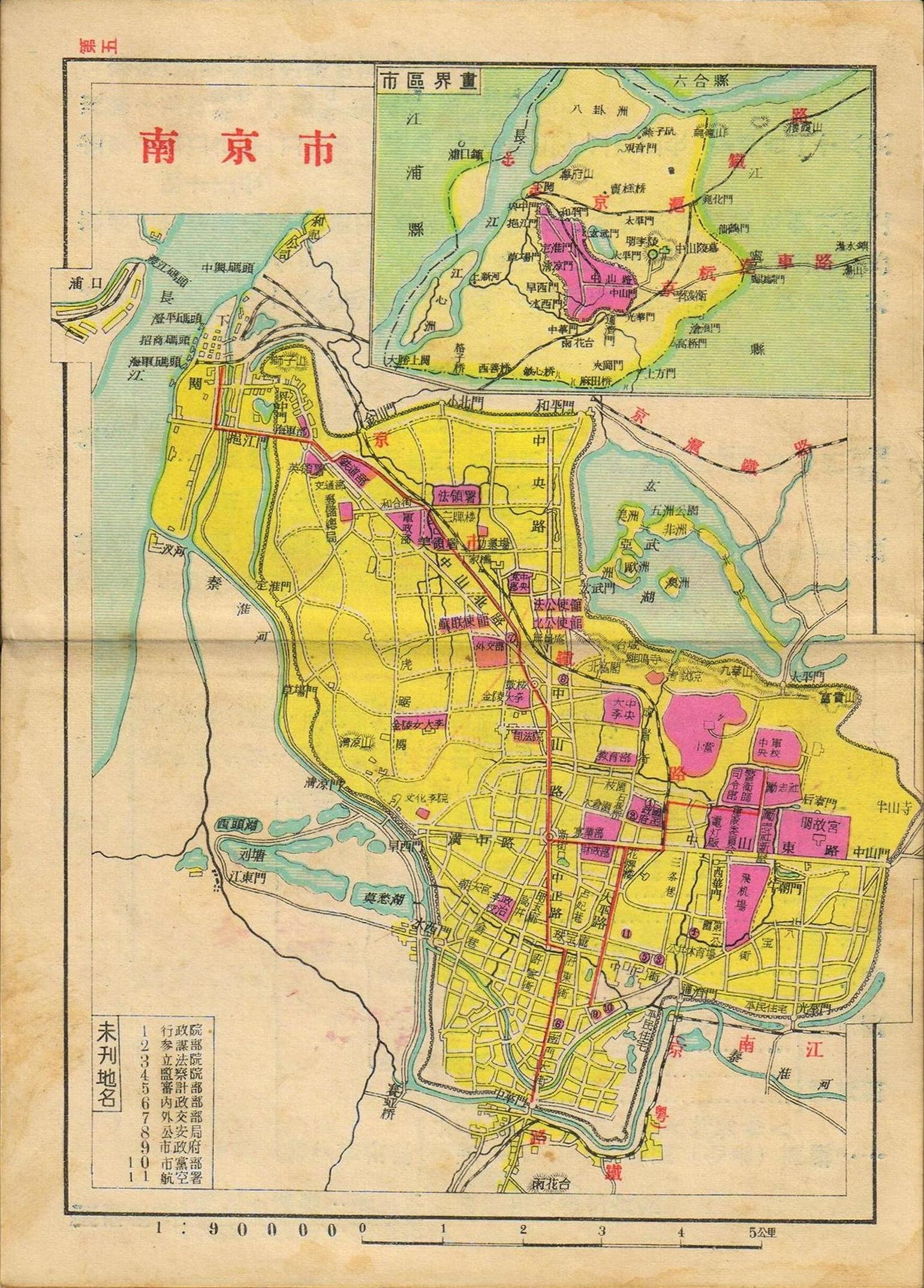
南京市1936年地图，可见京市铁路走向

宁省铁路是20世纪中国南京城内一条连接沪宁铁路和南京市区的铁路，1907年10月20日动工，1908年12月竣工，1958年7月12日拆除。线路起自下关江口站（今南京港务局近侧），经北极阁南行而达雨花门外之养虎巷，全长15.1公里，标准轨距。

## 历史
宁省铁路曾名为南京市铁路、宁垣铁路，后简称京市铁路和宁市线。1907年，清朝兩江總督端方上奏朝廷，建議興建鐵路連接滬寧鐵路、江边招商局轮船码头和南京市區，沟通城南繁华市区，獲得批准。是年八月聘英国人格林森为工程师，开始测量、购地，并于10月14日动工。1908年完成工程，当时鐵路長約7.3公里，設江口、下關、三牌樓、無量庵、督署及萬壽宮共6個車站。1909年一月，筑至中正街（今白下路），2月通车，长11.3公里。耗资40万两库平银。
1912年，寧省鐵路改稱「江寧鐵路」，1927年又改稱「京市鐵路」。1936年向南擴建延長3.8公里，連接江南鐵路（今寧蕪鐵路），增設建康路、武定門、中華門3個車站。至此，全线长15.1公里。全线铺设37公斤/米、40公斤/米轨，木枕。设车站8座，乘降所4处。有桥梁8座，除雨花门桥为木结构中型桥外，余均为混凝土墩架钢梁小桥。
宁省铁路作为一条支线，载重小，线路技术标准低，站间距离短，设施简陋。行车速度最高40公里/时，后降至25公里/时以下，有的区段仅15公里/时，且仅能行驶小型机车。
抗战初期，江口站遭日军空袭毁坏，日军侵占后，由华中铁道株式会社经营，与宁芜线并称“南宁线”。全线设施除个别站舍木结构替代外，无甚变化。抗战胜利后，由南京市政府接管，在原有基础上维持行车。1947年因路况恶化，铁路车辆、线路维修器材配件匮乏。加上运营入不敷出，仰赖（南）京沪铁路局扶持、代管，直至解放軍攻佔南京。
1949年4月后，作为宁芜线的一部分，此支线的“病害”严重地段作了初步整治、维修，保持每天开行2对混合列车及市内交通车。1958年，市内仍行驶客车2对（南京至芜湖），小运转列车2对、市区客运交通车4对。是年11月，尧化门站至中华门站联络线建成后，宁省铁路被全部拆除，連接的寧蕪鐵路也同時被改動。
时至今日，部分南京街道名称仍跟当年“小火车”有关；比如位于城北南京鼓楼区的铁路北街、铁路南街、龙头房，而且甚至下关南京西站附近有疑似小火车的废弃铁轨和铁路桥。

## 车站
| # | 站名（含曾用名）                                                  | 图片/地图 | 启用日期 | 关闭日期 | 换乘线路             |
| - | ----------------------------------------------------------------- | --------- | -------- | -------- | -------------------- |
| 1 | 江口                                                              |           | 1909年   | 1937年   |                      |
| 2 | 南京（1909年-1930年） 下关（1930年-1945年） 南京（1945年-1958年） |           | 1909年   | 1958年   | 沪宁铁路             |
| 3 | 三牌楼                                                            |           | 1909年   | 1958年   |                      |
| 4 | 劝业会 丁家桥                                                     |           | 1910年   | 1958年   |                      |
| 5 | 无量庵 鼓楼                                                       |           | 1909年   | 1958年   |                      |
| 6 | 督署 总统府 辎守府 督军署 上将军署 国府 维新 新国民 国府 长江路   |           | 1909年   | 1958年   |                      |
| 7 | 万寿宫 中正街 白下路                                              |           | 1909年   | 1958年   |                      |
| 8 | 武定门                                                            |           | 1936年   | 1958年   |                      |
| 9 | 中华门                                                            |           | 1936年   | 1958年   | 江南铁路（宁芜铁路） |